# Новый Киструс
Новый Киструс — село в Спасском районе Рязанской области. Административный центр Киструсского сельского поселения.

## География
Село расположено примерно в 14 км к северо-востоку от районного центра на берегу Киструсской старицы по левому берегу Оки. Ближайшие населённые пункты — деревня Ужалье к западу, село Старый Киструс к северу и село Дегтяное к востоку.

## История
Новый Киструс вначале являлся слободой села Старый Киструс. В 1869 году в Новом Киструсе была построена Троицкая церковь с приделами Покровским и Никольским. В селе находилась женская школа, основанная первоначально священником С.А. Самариным, с 1881 года состоящая в ведомстве Министерства Народного Просвещения.
В 1905 году село являлось административным центром Киструсской волости Спасского уезда Рязанской губернии и имело 205 дворов при численности населения 1505 человек.

## Население
| 1897 | 1906  | 2010 |
| ---- | ----- | ---- |
| 1413 | ↗1505 | ↘625 |

## Транспорт и связь
В селе Новый Киструс имеется одноимённое сельское отделение почтовой связи (индекс 391061).

## Известные уроженцы
Жаринов, Александр Дмитриевич (1928—2008) — слесарь, Герой Социалистического Труда.